# L'uomo che odiava i martedì
L'uomo che odiava i martedì (titolo originale De ensamma) è un romanzo giallo dello scrittore svedese Håkan Nesser pubblicato in Svezia nel 2010.
È il quarto libro della serie che ha per protagonista l'ispettore Gunnar Barbarotti.
La prima edizione del romanzo è stata pubblicata nell'anno 2011 da Guanda.

## Trama
A trentacinque anni di distanza, Germund Grooth e Maria Winckler vengono ritrovati morti in fondo ad un burrone nei boschi di Kymlinge. Inizialmente si pensa ad un incidente o ad un suicidio, ma durante le indagini si prospetta l'ipotesi di un omicidio. Ancora una volta l'ispettore Gunnar Barbarotti, aiutato dalla sua collega Eva Backman, cercherà di scoprire la verità, investigando sul gruppo di amici che Germund e Maria frequentavano già dai tempi dell'università ad Uppsala.

## Edizioni
- Håkan Nesser, L'uomo che odiava i martedì, traduzione di Barbara Fagnoni, Guanda, 2011. ISBN 978-88-6088-459-6.
- Håkan Nesser, L'uomo che odiava i martedì, traduzione di Barbara Fagnoni, TEA, 2012. ISBN 978-88-502-2828-7.
- Håkan Nesser, L'uomo che odiava i martedì, traduzione di Barbara Fagnoni, TEA, 2016. ISBN 978-88-502-4288-7.